# 슈퍼볼 LIV
슈퍼볼 LIV(Super Bowl LIV)는 2019년 시즌 내셔널 풋볼 리그(National Football League, NFL)의 챔피언을 결정하기 위해 진행된 미식축구 경기였다. 아메리칸 풋볼 컨퍼런스(AFC) 챔피언 캔자스시티 치프스가 내셔널 풋볼 컨퍼런스(NFC) 챔피언 샌프란시스코 포티나이너스를 31-20으로 이겼다. 이 게임은 2020년 2월 2일 돌핀스의 홈구장인 플로리다주 마이애미 가든스의 하드록 스타디움에서 진행되었다. 이번 슈퍼볼은 플로리다 남부 지역에서 개최된 11번째 슈퍼볼이자 하드록 스타디움에서 개최된 6번째 슈퍼볼로, 이전 5개의 슈퍼볼(XXIII, XXIX, XXXIII, XLI, XLIV)이 개최되었다.
이것은 슈퍼볼 IV 이후 치프스의 첫 번째 슈퍼볼 승리이자 1970 AFL-NFL 합병으로 리그에 합류 한 이후 첫 NFL 챔피언십이었다. 쿼터백 패트릭 마홈스는 캔자스시티를 정규 시즌 12-4 기록으로 이끌었고 팀의 세 번째 슈퍼볼 출전 기록을 세웠다. 쿼터백 지미 가로폴로의 등장으로 포티나이너스는 정규 시즌을 13-3 기록으로 마무리하고 전체적으로 7번째 슈퍼볼 출전에 진출했다.
전반전은 양 팀이 주고받으며 전반전은 10점 동점을 기록했다. 3쿼터에 포티나이너스는 로비 굴드 필드 골과 라힘 모스터트의 터치다운으로 4쿼터까지 20-10의 선두를 차지하면서 물러나기 시작했다. 그러나 경기 마지막 6시 13분 동안 치프스 공격은 마홈스가 트래비스 켈스와 데미안 윌리엄스에게 터치다운 패스를 던져 2분 경고 직전에 선두를 차지하면서 두 번의 터치다운 드라이브를 완료했다. 그런 다음 치프스는 수비에서 포티나이너스를 막았고 데미안 윌리엄스의 늦은 터치다운과 켄달 풀러 차단으로 승리를 확정하고 치프스의 50년 챔피언십 가뭄을 끝냈을 뿐만 아니라 앤디 리드가 첫 번째 NFL 챔피언십을 획득했다. 마홈스는 286야드에서 42번의 패스 시도 중 26번, 터치다운 2번, 인터셉트 2번, 29야드 돌진, 터치다운 1번을 완료하여 슈퍼볼 MVP로 선정되었다.